# Thomas Dempster
Thomas Dempster (Cliftborg, 23 agosto 1579 – Bologna, 6 settembre 1625) è stato uno storico ed etruscologo scozzese.
Nato nell'aristocrazia dell'Aberdeenshire, che comprende le regioni sia delle Highlands che delle Lowlands scozzesi, fu mandato all'estero da giovane per la sua educazione. I Dempster erano cattolici in un paese sempre più protestante e avevano fama di attaccabrighe. James, il fratello di Thomas, messo al bando per un'aggressione a suo padre, trascorse alcuni anni come pirata nelle isole settentrionali, fuggì arruolandosi volontario per il servizio militare nei Paesi Bassi, dove fu poi sbudellato e squartato per insubordinazione. Il padre di Thomas perse la fortuna di famiglia nelle contese dei clan e fu decapitato per contraffazione.
Per queste e per ragioni politiche e religiose in questi tempi elisabettiani spesso violenti, Thomas non fu in grado di tornare a casa se non per delle brevi visite. Dotato di una statura e di una capacità intellettuale insolita e impressionante, dovette abbandonare il suo paese e andò a insegnare discipline umanistiche come professore itinerante in Francia (Parigi) e in Italia (Pisa, Roma e Bologna), spinto da un luogo a un altro da una serie di coloriti incidenti personali nei quali combatté spesso in duello o si oppose a ufficiali della legge. Alla fine trovò rifugio e protezione presso il granduca Cosimo II di Toscana, che gli commissionò un'opera sugli Etruschi. Tre anni dopo Thomas consegnò al duca un magnum opus, il manoscritto di De Etruria Regali Libri Septem, "Sette Libri sull'Etruria Reale", in latino, il primo studio dettagliato di ogni aspetto della civiltà etrusca, considerato un eccellente lavoro. Nel 1723 Thomas Coke iniziò finalmente la pubblicazione di un'edizione ampliata dell'opera. Il manoscritto originale si trova custodito nella biblioteca di Coke a Holkham Hall.

## Biografia

### Giovinezza

#### Clan Dempster
Thomas Dempster nacque a Cliftbog, Aberdeenshire (vicino a Turriff), dalla sorella del Barone di Balquhain, secondo quanto da lui affermato nella sua autobiografia, e da Thomas Dempster Laird di Muiresk, Auchterless e Killesmont, sceriffo (fino al 1586) di Banff e Buchan. Un Laird aveva il rango di barone. Poiché il Barone di Balquhain era un membro del Clan Leslie, un clan delle Lowlands (come lo era il Clan Dempster), la madre di Thomas si identifica con Jean Leslie. Una concessione terriera del re di Scozia nel 1592 definisce o ridefinisce le terre che devono essere possedute da Thomas e da sua moglie Jeanne Leslie (Jean altrove nelle concessioni) ed ereditate dai suoi eredi Robert (secondo figlio maschio), Thomas (terzo figlio maschio), e George, che sono chiamati "progenie legittima", e anche John, Archibald e Charles Dempster. Le figlie non potevano ereditare, perciò non sono elencate. Il figlio maggiore, James, non è incluso nei registri.
Per nascita Jeanne era imparentata con il Clan Forbes. Il matrimonio sembra aver avuto luogo alcuni anni prima che il Clan Leslie si unisse con il Clan Gordon nella sua faida contro il Clan Forbes. I Leslie erano sostenitori di Maria Stuarda, pretendente cattolica al trono d'Inghilterra, che fu imprigionata (e infine giustiziata) dalla regina Elisabetta I e da suo figlio, il futuro Giacomo I d'Inghilterra, portato via per essere allevato come protestante. Questi eventi possono o no avere qualcosa a che fare con le successive accuse che Thomas fosse una spia di Giacomo I.
Un tutore permanente fu ingaggiato per Thomas: Andrew Ogston. Thomas riferì che sotto Andrew imparò l'alfabeto in una sola ora all'età di tre anni. Anche se fosse un'esagerazione e Thomas fosse stato più grande, in qualsiasi caso Andrew riconobbe il talento nel suo allievo. Lo mandò brevemente alla Grammar School di Aberdeen, e nel 1588, l'anno in cui l'Invincibile Armata spagnola fu sconfitta, all'età di dieci (o quattordici) Thomas lasciò casa per entrare al Pembroke College (Cambridge), un'istituzione anglicana.

#### Caduta del clan
Nel frattempo Thomas senior si era preso un'amante, Isabella, del Clan Gordon, il che deve essere stato un colpo amaro per sua moglie. Apparentemente Isabella affascinò non solo Thomas ma James, che la sposò. La reazione di Thomas fu repentina: diseredò suo figlio maggiore. James e una banda dei Gordon tesero un'imboscata a Thomas e ai suoi compagni sulla strada tra le proprietà. Thomas fu colpito parecchie volte alle gambe con un'arma da fuoco e ricevette un colpo di spada alla testa: in conseguenza di ciò, James divenne un fuorilegge, dandosi al brigantaggio per sopravvivere nelle isole di Shetland e nelle isole Orcadi. Lo zio del giovane Thomas, John Dempster, un avvocato di Edimburgo, insistette perché fosse educato all'estero per allontanarlo da quell'ambiente.
Il vecchio Dempster continuò a prendere decisioni che furono la rovina della famiglia. Le contese tra i clan erano un'attività costosa della quale soffrivano tutti i clan. Il vecchio Thomas aveva già perso gran parte del suo patrimonio per pagare le contese con il Clan Currer e il Clan Grant. Decise ora di vendere la proprietà di Muiresk al Conte di Erroll per impedire per sempre a suo figlio maggiore di ereditarla. Il conte però approfittò di qualche cavillo legale, ora oscuro, per evitare il pagamento.

### Educazione all'estero

#### Collegio Scozzese di Parigi
Thomas e il suo tutore partirono per Parigi. Aveva dieci anni secondo l'ipotesi di datazione più precoce, forse quattordici secondo altre. Avevano appena raggiunto il continente quando furono derubati di tutti i loro averi e probabilmente anche picchiati, poiché Ogston morì non molto tempo dopo. I loro assalitori rimangono ignoti eccetto che erano soldati francesi. Tuttavia, un buon samaritano si fece avanti: Walter Brus, un ufficiale dell'esercito francese, che era di discendenza scozzese e, a giudicare dal nome, forse non di umilissima origine. Walter mandò Thomas a Parigi, dove altri ufficiali di discendenza scozzese dell'esercito francese fecero una colletta per iscriverlo all'Università di Parigi.
Secondo la struttura dell'università al tempo, Thomas sarebbe entrato là nel Collegio Scozzese; il fatto che la colletta fosse di ufficiali scozzesi indica che questa sia la possibilità più probabile. Se è vero, mostra che le motivazioni di Brus non erano interamente altruistiche. I Collegi Scozzesi all'estero stavano venendo usati come aree di formazione e di organizzazione per i preti scozzesi destinati a entrare in Scozia al seguito dell'esercito d'invasione e a giocare il ruolo più significativo nella sua riconversione. Il fallimento dell'invasione li lasciò sul posto (senza molto lavoro da fare se non lo spionaggio e la cospirazione).

#### Deviazioni in Belgio e a Roma
All'Università di Parigi Thomas si ammalò mortalmente di "peste" e nel guarire fu mandato da qualcuno che curava il suo destino all'Università di Lovanio nei Paesi Bassi del Sud (l'attuale Belgio), per studiare sotto la guida di Giusto Lipsio. Thomas stesso dà questa come motivazione, ma d'altronde non ha una spiegazione chiara per il cambiamento, affermando soltanto che il Belgio era un "rifugio sicuro". Invece fu deviato da questo suo piano dal gesuita William Crichton, allora Superiore del Collegio Scozzese di Douai, il che è un buon indizio che forze sconosciute al giovane Thomas erano all'opera nella sua vita. Non si immatricolò a Lovanio.
L'Università di Douai fu fondata da Filippo II di Spagna come parte del potenziamento delle sue forze armate contro l'Inghilterra ed era all'inizio identica al Collegio inglese di là. Questo collegio era un rifugio e un punto di raccolta per i cattolici inglesi che fuggivano dalla restaurazione del Protestantesimo dopo la morte di Maria Stuarda e l'ascesa al trono di Elisabetta I. Maria si era guadagnata il soprannome popolare di "Maria la Sanguinaria" (Bloody Mary) per i metodi da lei utilizzati nel tentativo di imporre di nuovo il Cattolicesimo in Inghilterra. Filippo II, che era stato sposato con Maria dal 1554 al 1558, usò apertamente i seminaristi di Douai come agenti. Essi andavano spesso in Inghilterra illegalmente per stabilire contatti e mantenere, per così dire, una testa di ponte per la riconversione.
Il cervello nella strategia per riconquistare la Gran Bretagna al Cattolicesimo e alla Spagna era quello di Filippo II. Egli fu sostenuto in questo sforzo da una lunga serie di papi di breve durata (alcuni di brevissima durata), quali Innocenzo IX (1591), Gregorio XIV (1590-1591), ecc., che essenzialmente seguirono la sua strategia. Clemente VIII (1592-1605), Cardinale Aldobrandini dal 1585, cambiò questa politica e si schierò contro Filippo dopo la sua sconfitta militare ad opera degli Inglesi.
Nell'ultima parte del XVI secolo, ritenendo necessario rafforzare la struttura finalizzata alla riconversione, i papi istituirono vari Collegi Scozzesi, tipicamente attraverso i Gesuiti. Uno di questi fu il Collegio Scozzese di Douai, fondato dal suo primo Superiore, Padre William Crighton (P. Gulielmus Creighton), che tenne l'ufficio nel 1581-1597, secondo i registri del collegio.
Apparentemente a Crighton era stato chiesto "dal papa" – forse Papa Sisto V (1585-1590) – di fornire studenti scozzesi per gli studi in seminario a Roma. Il Collegio Scozzese di Roma ricevette la bolla per la sua fondazione da Clemente VIII solo nel 1600, ma la specifica richiesta di Scozzesi evidenzia un prematuro interesse in quella direzione. Come Crighton ottenne il nome di Dempster rimane ignoto tanto quanto il perché fu deportato da Parigi, ma Thomas fu uno dei quattro selezionati e non si iscrisse a Lovanio, bensì andò direttamente a Roma. Egli menziona che il Cardinale Aldobrandini stava là reclutando un esercito e lo chiama anche Clemente VIII, forse in anticipazione di eventi successivi. Dempster dice che si trovava in un seminarium Romanum con "la più scelta nobiltà d'Italia", il che non sarebbe avvenuto se il Collegio Scozzese allora non fosse esistito.

#### Collegio Scozzese di Douai
Il progetto romano andò in fumo quando, come dice Dempster, "la letale malattia si ripresentò". Agendo dietro consiglio medico, le autorità ecclesiastiche lo rimandarono in Belgio per un cambiamento di clima. Dopo un arduo e pericoloso viaggio a nord delle Alpi, si unì presso Tournai a James Cheyne, un membro della sua rete di protettori scozzesi. Assicurandosi finanziamenti "dal re di Spagna", che doveva essere Filippo II, e "dall'Arciduca Alberto", Cheyne lo mandò al Collegio Scozzese di Douai, dal quale, dopo alcuni anni, si diplomò.
Il nome di Thomas Demster appare come voce numero 64 nel Registro degli Allievi del collegio, facendo domanda nell'anno 1593, con una brevissima annotazione accanto al suo nome, etiam seminarii alumnus ("anche allievo del seminario"). Apparentemente il collegio accettava sia seminaristi che secolari, e questa notifica identificava Thomas come seminarista. Se la data di nascita del 1579 è vera, Thomas avrebbe avuto 14 anni. Della sua permanenza là ebbe poco da dire, soltanto che prese il primo premio in poesia e il secondo in filosofia.
Infatti mostrò una tale abilità che, quando era ancora adolescente, divenne docente a contratto di studi umanistici all'Università di Douai. Dopo un breve soggiorno, ritornò a Parigi, per prendere la sua laurea di dottore in diritto canonico.

### Professore itinerante

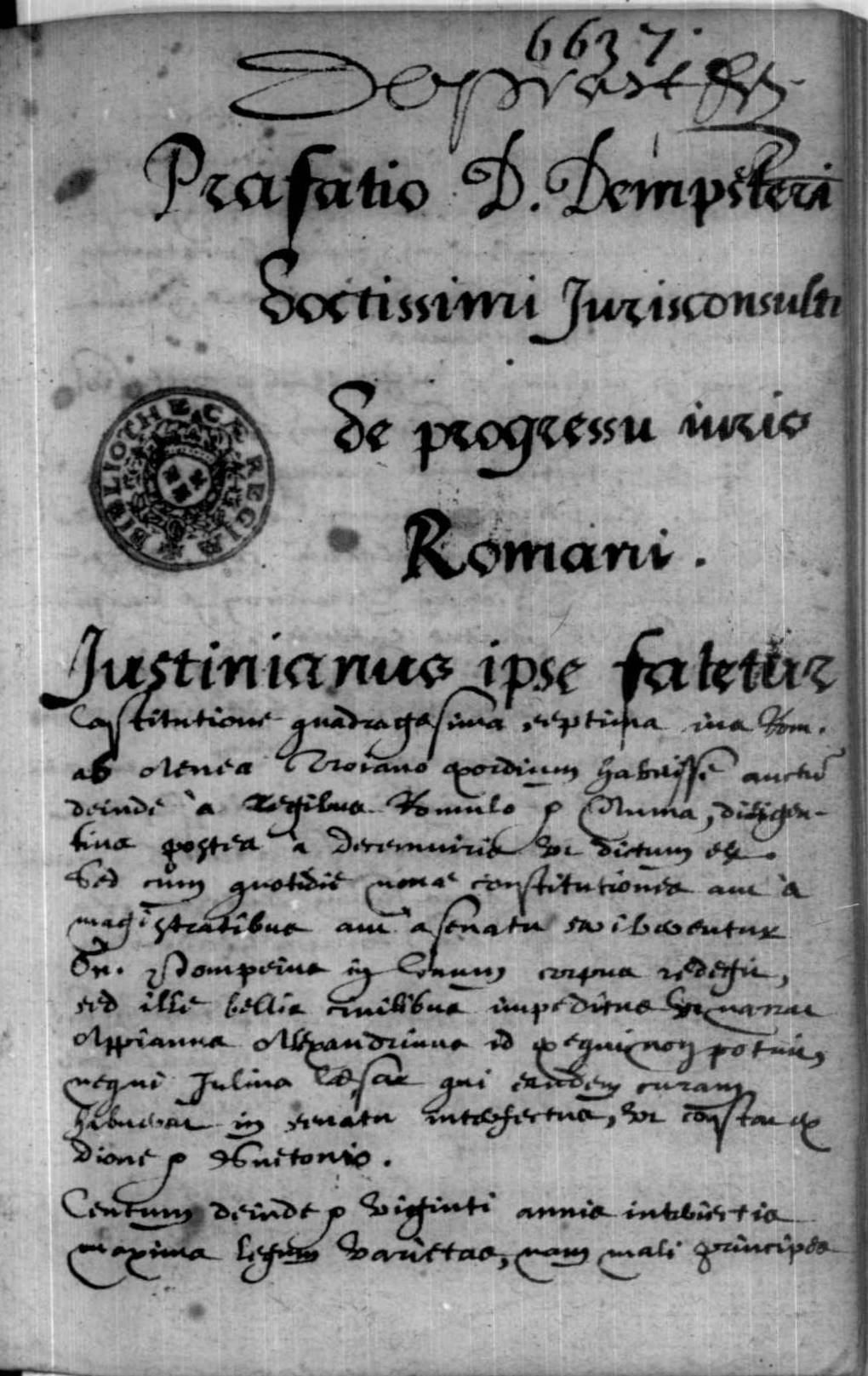
Prefazione della Lectura Institutionum, manoscritto, XVI secolo. Parigi, Bibliothèque Nationale de France.

La prima posizione di Dempster come dottore fu reggente, o professore ordinario, del Collège de Navarre, all'età di 17 anni. Presto lasciò Parigi per Tolosa, che a sua volta fu costretto ad abbandonare per l'ostilità delle autorità cittadine, suscitata dalla sua violenta rivendicazione dei diritti dell'università. Fu poi eletto professore di eloquenza all'accademia di Nîmes. Un'aggressione omicida contro di lui da parte di uno dei candidati sconfitti e dei suoi sostenitori fu seguita da una causa di diffamazione, il che, anche se alla fine vinse, lo costrinse a lasciare la città.
Un breve soggiorno in Spagna, come tutore del figlio del Maresciallo di Saint Luc, fu interrotto da un'altra lite; e Dempster ritornò in Scozia nel 1608 con l'intenzione di reclamare le proprietà di suo padre. Non trovando comprensione presso i suoi parenti, ed entrando in un'accesa controversia con il clero presbiteriano, ritornò a Parigi nel 1609, dove rimase per sette anni, diventando professore in vari collegi.
Alla fine, il suo temporaneo collegamento con il Collège de Beauvais fu terminato da un combattimento, nel quale sconfisse alcuni ufficiali della guardia del re, costringendolo ancora una volta a cambiare il suo luogo di residenza. Questa storia fu raccontata in latino da Gian Vittorio Rossi, un contemporaneo. Egli comincia con una caratterizzazione di Dempster che è stata molto ripetuta: "Ma, non so per quale patto, quelle mitissime sorelle (le Muse) ... hanno abbracciato Thomas Dempster, uno scozzese, un uomo fatto per la guerra e la contesa ... non lasciava passare quasi nessun giorno senza liti ... ma in cui dovesse combattere un altro con la spada o, se non aveva una spada, con i pugni ..." Nella storia, Dempster frusta uno studente sulla schiena nuda per essersi battuto in duello, ma lo studente, incapace di sopportare l'insulto, chiama in aiuto tre parenti che si dà il caso appartengano ai custodes corporis Regis, le guardie del corpo del re. In risposta Dempster arma gli altri studenti, circonda le guardie e le rinchiude in catene nel campanile. Nell'inchiesta che ne risultò, "si levò una tale tempesta" che Thomas partì alla volta dell'Inghilterra. La storia dice distintamente che l'inghilterra era un "rifugio sicuro", intendendo tra le righe che i pubblici accusatori cattolici non potevano estradarlo o minacciarlo con i loro agenti.
La storia continua dicendo che in Inghilterra Thomas incontrò una donna (Susanna Valeria) "così abbondante, così favorita da Venere che nient'altro andrebbe bene se non che egli l'abbia in moglie." A questo punto la storia tralascia una piccola questione, intenzionalmente o no, che potrebbe ben spiegare la futura apparente incapacità di Thomas di stabilirsi in un determinato luogo, anche come rinomato e affermato studioso. La dedica della sua edizione dell'Antiquitatum romanarum corpus absolutissimum di Rosinus a Re Giacomo I, un protestante (il re della Bibbia di Re Giacomo), anche se lui, Dempster, era un cattolico, gli aveva ottenuto un invito alla corte inglese; e nel 1615 andò a Londra. Là Giacomo I lo nominò storiografo reale.

### "Fuga" in Italia
Non vi restò a lungo. Anche se l'Inghilterra era totalmente sicura per lui, ed era già stato favorito da un re che lo ammirava, e aveva sposato una ragazza inglese, lamentandosi che non era accettato dai Protestanti e che non poteva avanzare nella sua carriera a causa loro, salpò per Roma con sua moglie. Papa Paolo V trasse immediatamente quella che poteva essere la corretta conclusione e lo gettò in prigione come spia. Tuttavia, il buon papa cambiò presto idea, forse ancora sperando di riconvertire il figlio di Maria, Regina degli Scozzesi, e decise di accettare la vicenda con clemenza, lasciando Thomas in Italia. Usò la sua influenza con , Cosimo II de' Medici, Granduca di Toscana, per far nominare Thomas alla cattedra di Pandette a Pisa. Il Granduca lo incaricò anche di scrivere un'opera definitiva sugli Etruschi, che sarebbe poi diventata De Etruria Regali, il suo capolavoro.
Nel 1619 morì la figlia appena nata, la sola che avrebbe mai avuto. Nel 1620, dopo l'esecuzione di suo padre, cominciò a fregiarsi del titolo di barone di Muiresk, il che in Scozia era però considerato una pretesa illegittima. Suo fratello James, infatti, sebbene diseredato dal patrimonio, aveva ancora diritto al titolo, che si riteneva sarebbe finito con la sua morte, poiché non aveva eredi. In ogni caso Thomas non era il secondo figlio, ma il terzo. Neanche il secondo (Robert) aveva eredi, il che non rafforzava la posizione dei Dempster. Essi furono quindi costretti ad accettare la fine del loro clan; cioè, non vi furono ulteriori concessioni ai Dempster da parte del re, né alcuno ebbe più diritto di essere chiamato Barone Dempster o di usare lo stemma. I moderni Dempster, naturalmente, possono agire come desiderano in accordo con le leggi dei paesi in cui risiedono.
A Pisa Thomas lavorava molto duramente alla sua commissione, a volte 14 ore al giorno. La tensione era troppa per sua moglie, forse anche depressa per la perdita della loro bambina. Fuggì allora con un inglese, ma in seguito ritornò. La questione dell'adulterio venne fuori di nuovo. Ne seguirono violente accuse, respinte con indignazione; ne risultò una corrispondenza diplomatica, e fu avanzata una richiesta di scuse da parte di sua moglie, sostenuta dal Granduca, che il professore però rifiutò di fare, preferendo perdere la sua cattedra. Si mise quindi ancora una volta in viaggio per la Scozia,  ma fu intercettato dal cardinale fiorentino Luigi Capponi, che lo persuase a restare a Bologna come professore di "umane lettere" (ossia di discipline umanistiche). Si trattava dell'incarico più prestigioso nella più famosa delle università continentali, con Dempster al culmine della sua fama. Sebbene i suoi Roman Antiquities e Scotia ilustrior fossero stati messi all'Indice dei libri proibiti in attesa di correzione, papa Urbano VIII lo fece cavaliere e gli diede una pensione.
Fu a Bologna che Thomas fece amicizia con Matteo Pellegrini, che doveva completare la sua autobiografia postuma e descrisse "Dempsterus" come un uomo "notevole per il corpo e per la mente: la sua statura era al di sopra della statura media dell'uomo comune: i suoi capelli erano quasi neri e il colore della sua non distante da quelli: la sua testa era enorme e il portamento del suo corpo completamente regale; la sua forza e la sua ferocia erano notevoli quanto quelle di un soldato..."

### Fine
Era destino che Thomas non godesse a lungo i suoi onori. Sua moglie fuggì di nuovo, stavolta con uno studente. Thomas li inseguì fino a Vicenza. Ammalatosi di febbre ritornò a Bologna, dove morì il 6 settembre 1625 all'età di 46 (o 50) anni. È sepolto là.

## Opere

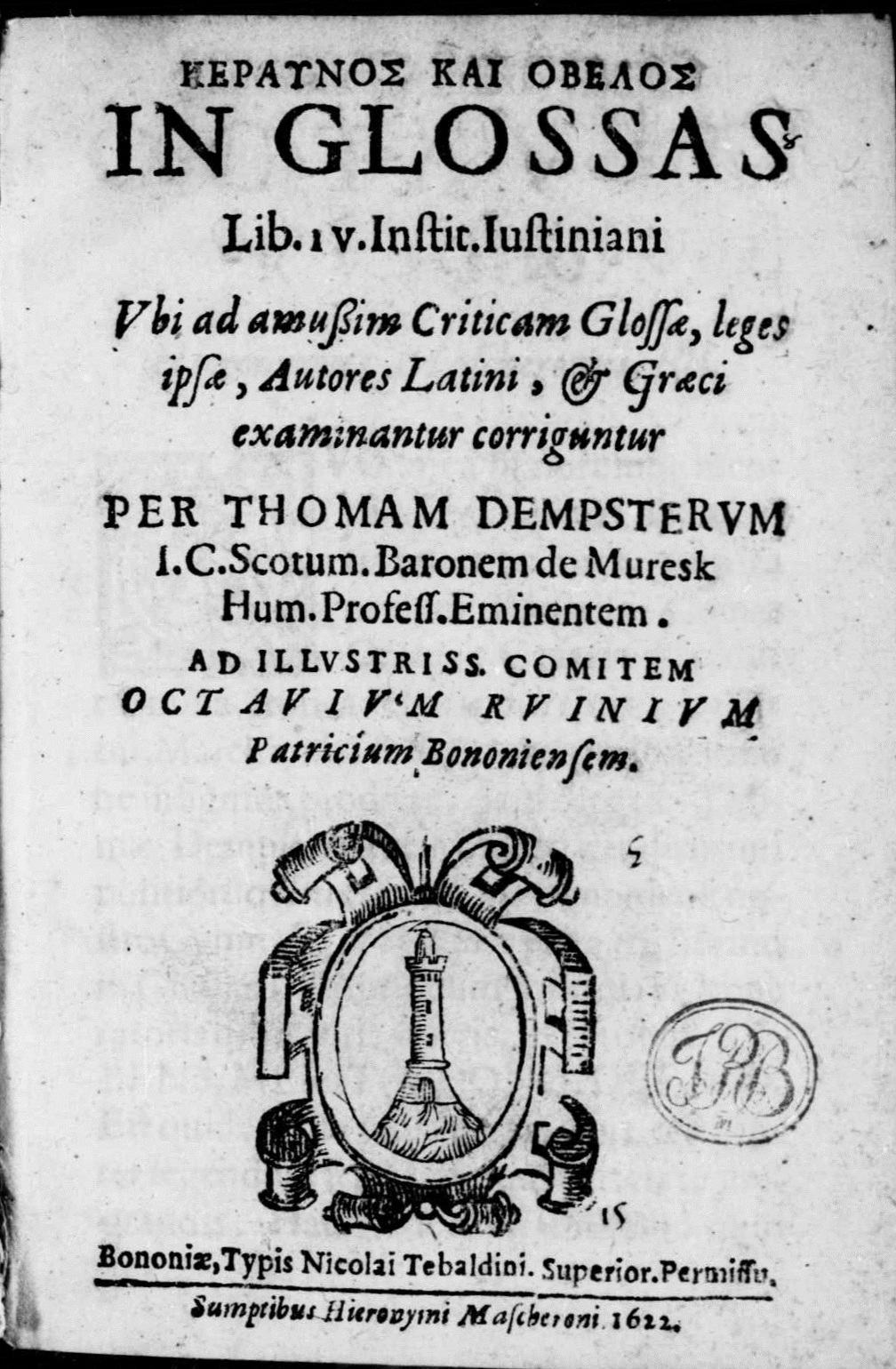
Keraunos kai obelos in glossas librorum quatuor Institutionum, 1622

Dempster fu ugualmente a suo agio nella filologia, nella critica, nel diritto, nella biografia e nella storia. Fu un maestro della lingua latina, nella quale scriveva, come era il costume accademico dei tempi. Le sue opere sono:
- De Etruria Regali Libri VII, pubblicata solo tra il 1723 e il 1726, grazie a Thomas Coke, come ricordato nella sezione seguente. Commissionata da Cosimo II de' Medici, è considerata una delle prime opere di etruscologia.[22]
- Un'edizione di Antiquitatum Romanarum corpus absolutissimum  ("La più completa raccolta delle antichità romane") di Rosinus, Parigi, 1613. Dedicata a Giacomo I. Questa è l'opera che venne all'attenzione del re.
- Panegyricus Jacobo M. (Magnae) Britanniae Regi ("Panegirico per Giacomo, Re di Gran Bretagna"), Londra, 1616.
- Contributi poetici In Obitum Aldinae Catellae: lachrymae poeticae ("Sulla morte della cagnetta Aldina: lacrime poetiche"), Parigi, 1622.
- (LA) Keraunos kai obelos in glossas librorum quatuor Institutionum, Bologna, Nicolò Tebaldini, 1622.
- Un'edizione di De bello a Christianis contra barbaros ("Della guerra dei Cristiani contro i barbari") di Benedetto Accolti, 1623.
- Historia ecclesiastica gentis Scotarum ("Storia ecclesiastica del popolo scozzese"), Bologna, 1627. Morér afferma che questa "è una delle opere più screditate mai scritte nel campo della storia scozzese."[23] L'Encyclopædia Britannica del 1911 dice: "In questo egli tenta di provare che  Bernardo (Sapiens), Alcuino, San Bonifacio e Giovanni Scoto Eriugena erano tutti Scozzesi, e perfino  Boadicea diventa un autore scozzese." L'ultimo capitolo era inteso come la sua autobiografia, che Matteo Pellegrini, un amico di Bologna, completò postum. Gran parte di ciò che essa dice di lui (ad esempio, che sua madre ebbe 29 figli e che lui stesso era uno di tre gemelli), è considerato un'esagerazione. La scarsa qualità di quest'opera dopo tanta genialità resta inspiegata. Fu tradotta da Bassiano Gatti.
- Alcuni dei suoi versi in latino sono stampati nel primo volume (pp. 306–354) di Delitiae poetarum Scotorum ("Delizia di poeti scozzesi"), Amsterdam, 1637.

### Manoscritti
- Lectura Institutionum, XVI secolo, Paris, Bibliothèque Nationale de France, Fonds latin, Lat. 4784.

## Salvataggio delDe Etruria Regali

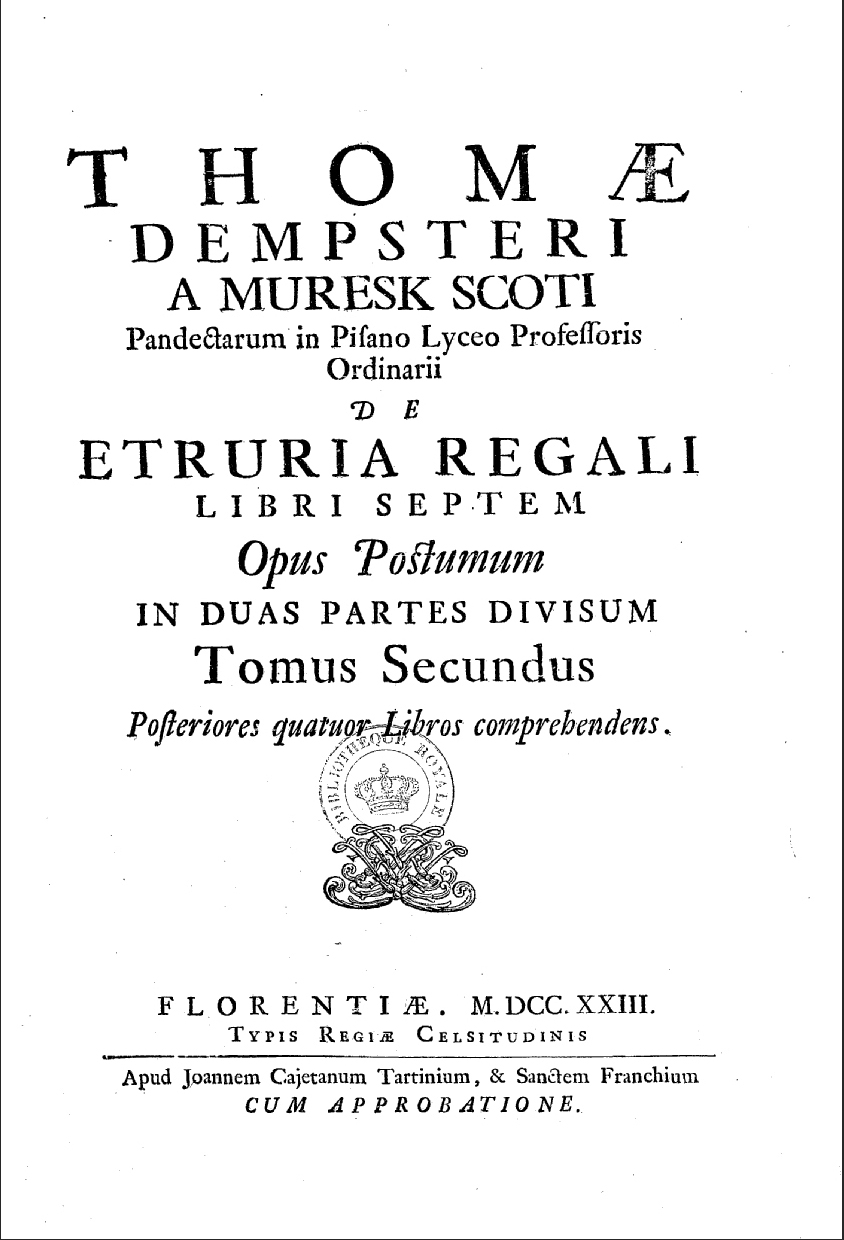
Frontespizio del De Etruria Regali Libri VII, tomo II, 1723

La maggiore opera di Dempster fu salvata dall'oblio in cui rischiava di cadere dall'azione risoluta di Thomas Coke, I conte di Leicester (1697-1759), un rampollo della ricca e potente famiglia britannica dei Coke.
Erede di un ricchissimo patrimonio, a 15 anni, con il permesso del nonno sir John, Thomas intraprese un Grand Tour di Francia, Germania, Paesi Bassi, Fiandre, Malta, Sicilia e Italia, viaggiando in una carrozza a sei cavalli, con carri supplementari, un numero di domestici e un compagno, il giovane Lord Burlington.
Seguendo l'interesse di sua madre, Thomas imparò il greco e il latino (lungo la strada) e mise i suoi contatti all'erta per la ricerca di manoscritti classici rari, specialmente opere di Tito Livio.
In Etruria Thomas fece amicizia con il granduca Cosimo III. Attraverso di lui scoprì l'esistenza del manoscritto di Dempster, che acquistò dal suo proprietario di allora, Antonio Maria Salvini. Thomas pubblicò il manoscritto apparentemente a proprie notevoli spese; tuttavia, la pubblicazione non corrispondeva esattamente all'originale. Filippo Buonarroti di Firenze emendò il testo e aggiunse un apparato critico. Il duca fece valorizzare ai suoi incisori le illustrazioni di Dempster con altre nuove ispirate a manufatti in varie collezioni. In tutto l'opera giunse a contenere circa 100 incisioni su rame. Uscì in due volumi, in folio, a Firenze, nel 1723-1724, sotto il titolo completo:
Thomae Dempsteri a Muresk Scoti Pandectarum in Pisano Lyceo Professoris Ordinarii de Etruria Regali libri septem, opus posthumum, in duas partes divisum, nunc primum editi curante Tho. Coke ("Sette libri di Enciclopedia sull'Etruria Reale di Thomas Dempster scozzese di Murek professore ordinario nel Liceo di Pisa, opera postuma, divisa in due parti, pubblicati ora per la prima volta a cura di Thomas Coke").
Una dedica latina a Cosimo III datata 1725, Londra, fu aggiunta nel 1726 da Coke. Un supplemento in folio fu pubblicato da Giovan Battista Passeri, 1767. La pubblicazione del libro accese la prima ondata pubblica di interesse per gli Etruschi in tutta l'Italia accademica; fu, in altre parole, lo sparo d'apertura nel campo dell'etruscologia.